# Золота медаль української журналістики

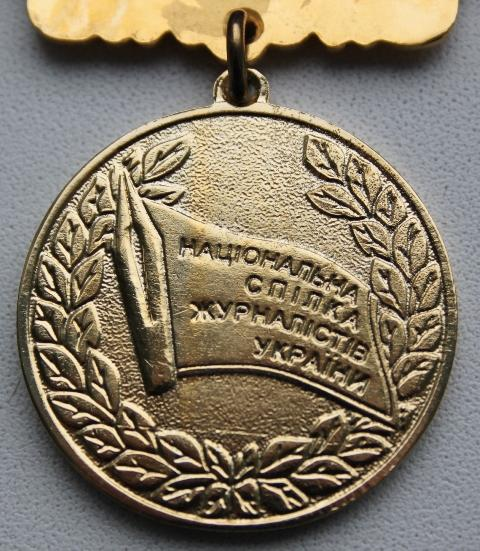
Зворотний бік Золотої медалі української журналістики

Золота́ меда́ль украї́нської журналі́стики — відзнака Національної спілки журналістів України. 

## Історія відзнаки
Відзнаку засновано рішенням пленуму правління НСЖУ в грудні 2008 року з нагоди 50-річчя цієї творчої спілки. 
Пропозиції про нагородження Золотою медаллю української журналістики подавали обласні організації НСЖУ, Кримська республіканська організація Спілки, секретарі та голова НСЖУ. Вручалася ветеранам НСЖУ, її активістам за багатолітню плідну діяльність у цьому творчому об'єднанні. Відзнаки також могли бути удостоєні громадяни України й іноземних держав за активну підтримку свободи слова в Україні, відстоювання прав журналістів.
Нагороду вручали впродовж кількох років (також одну медаль вручили 2018 року рішенням секретаріату НСЖУ).